# Relations entre l'Argentine et le Japon
Les relations diplomatiques entre l'Argentine et le Japon ont démarré à la fin du XIXe siècle.

## Premiers contacts
L'histoire des relations entre l'Argentine et le Japon a beaucoup été influencée par la tradition d'immigration de l'Argentine. Le premier Japonais connu à immigrer en Argentine est arrivé en bateau en 1886. Parmi les Japonais à immigrer en Argentine se trouvaient également le professeur Seizo Itoh, expert en agronomie, qui a débarqué en Argentine en 1910 et a travaillé pour améliorer l'agriculture de son nouveau pays.
L'empire du Japon et la république d'Argentine ont établi des relations diplomatiques officielles avec un traité d'amitié, de commerce et de navigation le 3 février 1898. Après la conclusion de  cet accord, des relations commerciales maritimes régulières ont commencé en 1899.
L'Argentine a aidé le Japon dans la guerre russo-japonaise en acceptant de lui vendre le croiseur Nisshin, qui avait été à l'origine acheté pour la Marine argentine. Cependant, avant 1941, l'aspect principal des relations entre l'Argentine et le Japon était l'immigration, la plupart du temps de travailleurs agricoles. Il y a actuellement 10 000 personnes d'origine japonaise en Argentine.
Les relations diplomatiques entre le Japon et l'Argentine sont passés au niveau des ambassades en 1940, et l'année suivante, Rodolfo Morena est devenu le premier ambassadeur argentin au Japon, tandis qu'Akira Tomii (en) devenait le premier ambassadeur japonais en Argentine. Les contacts se sont interrompus en 1944, et le 27 mars 1945, le gouvernement argentin est entré dans la Seconde Guerre mondiale du côté des alliés et a déclaré la guerre à l'empire di Japon.

## Époque contemporaine
Les relations diplomatiques ont repris avec la signature du traité de paix de San Francisco en 1951. Le président argentin Arturo Frondizi a visité le Japon en 1960, et plus tard, le commerce bilatéral et l'investissement japonais en Argentine n'ont cessé d'augmenter. Les importations japonaises concernaient principalement les produits alimentaires et les matières premières, alors que les exportations étaient la plupart du temps des machines et des produits finis. En outre, des accords sur la coopération dans divers aspects ont été signés. En 1963, les deux gouvernements ont signé un accord sur l'immigration, en 1967, un traité d'amitié, de commerce et de navigation et en 1981, un accord sur la coopération technique et l'échange culturel.
Des membres de la famille impériale du Japon ont visité l'Argentine plusieurs fois, le prince et la princesse Takamado en 1991, l'empereur Akihito et l'impératrice en 1997 et le prince et la princesse Akishino en 1998. Le président argentin Raúl Alfonsín a visité le Japon en 1986, de même le président Carlos Menem en 1990, 1993 et 1998.
L'Argentine maintient une ambassade à Tokyo, de même que le Japon maintient une ambassade à Buenos Aires.